# Jean-Claude Lasserre (historien de l'art)
Cet article concerne l'historien de l'art. Pour le joueur de rugby à XV, voir Jean-Claude Lasserre. Pour autres homonymes, voir Lasserre.
 (mai 2023).
Si vous disposez d'ouvrages ou d'articles de référence ou si vous connaissez des sites web de qualité traitant du thème abordé ici, merci de compléter l'article en donnant les références utiles à sa vérifiabilité et en les liant à la section « Notes et références ».
Jean-Claude Lasserre (29 janvier 1939, Orthez - 19 décembre 2002, Orthez), est un historien de l’art.

## Biographie
Conservateur général du patrimoine depuis 1990, Jean-Claude Lasserre prit, à sa création en 1967, la direction de la Commission régionale de l’Inventaire d’Aquitaine, l’un des premiers services régionaux de l’Inventaire général des monuments et des richesses artistiques de la France défendu par André Chastel et créé en 1964 par André Malraux. Jusqu’à sa mort, il poursuivit, avec une équipe composée de chercheurs, photographes et architectes, ce patient travail qui consiste à « recenser, étudier, faire connaître » le patrimoine, le plus prestigieux comme le plus modeste. Il contribua également à créer Le Festin, revue des patrimoines, des paysages et de la création en Aquitaine, dont il fut directeur éditorial. Par ailleurs, il est président de la Société archéologique de Bordeaux de 1992 à 1994. 
Au fil du temps, Jean-Claude Lasserre alimenta une bibliographie abondante : publications scientifiques, articles pour des revues de sociétés savantes ou de vulgarisation. Il a tout particulièrement contribué, par ses propres écrits et les publications qu'il a initiées, à l'identification et à la reconnaissance du patrimoine balnéaire des XIXe et XXe siècles, sur le plan national et plus spécialement en ce qui concerne la côte landaise (Hossegor) et le Pays basque.

## Publications
- Arts et urbanisme" (XIXe et XXe siècles) en Aquitaine, histoire de l’Aquitaine, Toulouse, Privat, 1971.
- L’Inventaire en Pays d’Orthe, Les Monuments historiques de la France, no 2, 1972.
- Les Hommes d’Aquitaine, Histoire de l’Aquitaine. Documents, Toulouse, Privat, 1973.
- Landes, canton de Peyrehorade, Inventaire topographique, Paris, Imprimerie nationale, 1973.
- Reliquaires et croix de procession du Béarn, catalogue d’exposition (château de Pau), Bordeaux, Service régional d’Inventaire/Pau, Amis des églises anciennes du Béarn, 1977.
- Dans le Bordelais, un château décoré et meublé par Viollet-le-Duc, L’Estampille, no 119, mars 1980.
- Exemple de restauration contemporaine : Sainte-Croix de Bordeaux, Château de Roquetaillade (Gironde), une collaboration de Viollet-le-Duc et Edmond Duthoit, catalogue d’exposition (Paris, Grand-Palais), Paris, Réunion des musées nationaux, 1980.
- Saint-Sever, coll. Atlas historique des villes de France, Paris, Éditions du CNRS, 1982.
- Mobilier et décor d’églises, Entre archéologie et modernité. Paul Abadie, architecte, 1812-1884, catalogue d’exposition, Angoulême, musée municipal, 1984.
- Le néo-basque : une autre face de la modernité (1920-1940), revue Monuments historiques, no 147, 1986.
- Bordeaux et l’Aquitaine, 1920-1940, urbanisme et architecture (avec Robert Coustet et jean-Paul Avisseau), Paris, Regirex-France, 1988.
- Mobilier et décor d’église, Paul Abadie, architecte, 1812-1884, catalogue d’exposition (musée national des Monuments français), Paris, Réunion des musées nationaux, 1988.
- Pyrénées-Atlantiques, Vic-Bilh, Morlaàs et Montanérès (cantons de Garlin, Lembeye, Thèze, Morlaàs, Montaner) (ss la dir.), Paris, Imprimerie nationale, 1989.
- Tivoli, un paradis en plus, revue Le Festin , no 1, automne 1989.
- La Côte basque, 1900-1940 : l’offensive du régionalisme, Architectures de Biarritz et de la côte basque, Liège-Bruxelles, Mardaga, 1990.
- Pour saluer Jac Belaubre, catalogue d’exposition, Mérignac, Fondation Charles Cante, 1991.
- Cocteau et les années Piquey, revue Le Festin, no 7, été 1991.
- Bordeaux au XIXe siècle, European cultural heritage, News letters on research, Commission of the european communities, 1991.
- Les villas Iruzki-Azpian, La Roseraie et Paz, Biarritz, villas et jardins, 1900-1930, Paris, Ifa/Norma, 1992.
- Visiter Orthez, Bordeaux, Éditions Sud-Ouest, 1992.
- Les campagnes de l'Inventaire, revue Le Festin, no 10, été 1992.
- Villégiature, revue Le Festin, no 11, automne 1992.
- Arnaga. Musée Edmond Rostand à Cambo-les-Bains, éd. Le Festin, 1993.
- Une maison moderne à Bergerac, revue Le Festin, no 12, hiver 1993.
- Patrimoine et conservation, Actes des Journées thématiques de l’ENITA de Bordeaux, Culture et développement rural, Bordeaux, 1994.
- Mounet-Sully ou Un théâtre est mort, vive le théâtre, avec Jean-Bernard Clergeot, revue Le Festin, no 14, été 1994.
- Ongi Etorri, avec Xavier Rosan, revue Le Festin, no 17-18, été 1995.
- Les dieux ont soif, revue Le Festin, no 17-18, été 1995.
- Le Splendid-Hôtel de Dax. Vers la splendeur retrouvée, revue Le Festin, no 20, automne 1996.
- Georg Ettl, éd. Château d'Oiron/Script, 1997.
- Saint-Sever. Cap de Gascogne, revue Le Festin, no 21, février 1997.
- La démarche de l’Inventaire général : un patrimoine global appréhendé dans son contexte, Actes des entretiens du Patrimoine (1996), Paris, Fayard/Éditions du Patrimoine, 1997.
- En Bazadais, un château décoré par Viollet-le-Duc et Edmond Duthoit : Roquetaillade, revue Le Festin, no 42, été 2002.

### Publications connexes
- Dominique Dussol, Claude Laroche, Xavier Rosan, « À Jean-Claude Lasserre, l'orpailleur perspicace », Le Festin, no 45, printemps 2003.
- Claude Laroche, « Le Couvent des dames de la congrégation de Saint-Joseph à Bordeaux ; hommage à Paul Roudié, Joël Perrin et Jean-Claude Lasserre », Revue archéologique de Bordeaux, 2004, Bordeaux, Société archéologique de Bordeaux, 2006.
- Claude Laroche, « In memoriam : Jean-Claude Lasserre », In Situ. Revue des patrimoines, no 3, 2003 ( lire en ligne )